# Kristjan Koren
Kristjan Koren (Šempeter pri Gorici, 25 de noviembre de 1986) es un ciclista esloveno que fue profesional entre 2005 y 2023.
El 15 de mayo de 2019 fue suspendido de manera provisional por estar implicado en la Operación Aderlass. El 9 de octubre de ese año la UCI confirmó la sanción hasta el 14 de mayo de 2021, por el uso de métodos y/o sustancias prohibidas, así como la anulación de todos sus resultados en los años 2011 y 2012.

## Palmarés
2007
- Campeonato de Eslovenia Contrarreloj

2008
- 2 etapas de la Vuelta a Cuba
- 1 etapa del Istrian Spring Trophy
- La Côte Picarde

2009
- 1 etapa del Giro del Friuli Venezia Giulia
- 2 etapas del Baby Giro
- 1 etapa del Giro della Valle d'Aosta
- 3.º en el Campeonato de Eslovenia Contrarreloj

2010
- Gran Premio Ciudad de Camaiore
- 2.º en el Campeonato de Eslovenia Contrarreloj

2022
- Campeonato de Eslovenia en Ruta

## Resultados en Grandes Vueltas y Campeonatos del Mundo
| Carrera              | Carrera              | 2005 | 2006 | 2007 | 2008 | 2009 | 2010 | 2011  | 2012 | 2013  | 2014  | 2015 | 2016  | 2017  | 2018  | 2019 | ... | 2022 | 2023 |
| -------------------- | -------------------- | ---- | ---- | ---- | ---- | ---- | ---- | ----- | ---- | ----- | ----- | ---- | ----- | ----- | ----- | ---- | --- | ---- | ---- |
|                      | Giro de Italia       | —    | —    | —    | —    | —    | —    | —     | —    | —     | —     | —    | —     | 128.º | —     | Ab.  | —   | —    | —    |
|                      | Tour de Francia      | —    | —    | —    | —    | —    | 94.º | 87.º  | 98.º | 100.º | 135.º | 69.º | 152.º | —     | 102.º | —    | —   | —    | —    |
|                      | Vuelta a España      | —    | —    | —    | —    | —    | —    | —     | —    | —     | —     | —    | —     | —     | —     | —    | —   | —    | —    |
| Mundial en Ruta      | Mundial en Ruta      | —    | —    | —    | —    | —    | Ab.  | 105.º | Ab.  | Ab.   | Ab.   | Ab.  | —     | —     | —     | —    | —   | —    | Ab.  |
| Mundial Contrarreloj | Mundial Contrarreloj | —    | —    | —    | —    | —    | —    | —     | 17.º | 50.º  | 40.º  | —    | —     | —     | —     | —    | —   | —    | —    |

—: no participa

Ab.: abandono

## Equipos
- Sava (2005-2007)
- Perutnina Ptuj (2008)
- Bottoli Ramonda (2009)
- Liquigas/Cannondale (2010-2014)
  - Liquigas-Doimo (2010)
  - Liquigas - Cannondale (2011-2012)
  - Cannondale Pro Cycling (2013)
  - Cannondale (2014)
- Cannondale (2015-2017)
  - Team Cannondale-Garmin (2015)
  - Cannondale Pro Cycling Team (2016-2017)
- Bahrain Merida (2018-2019)
- Adria Mobil (2022-2023)[5]